# Sternula
Sternula är ett släkte tärnor i familjen måsfåglar inom ordningen vadarfåglar. Länge ingick de i släktet Sterna, men efter genetiska studier förs de oftast numera till ett eget släkte. Släktet omfattar sju arter av de allra minsta tärnarterna i världen, med utbredning på alla kontinenter utom Antarktis.
- Damaratärna (Sternula balaenarum)
- Australisk småtärna (Sternula nereis)
- Småtärna (Sternula albifrons)
- Amazontärna (Sternula superciliaris)
- Perutärna (Sternula lorata)
- Persisk småtärna (Sternula saundersi)
- Amerikansk småtärna (Sternula antillarum)

Både amerikansk småtärna och persisk småtärna har tidigare betraktats som underarter till småtärna.